# Wilby Wonderful
Wilby Wonderful és una pel·lícula canadenca de 2004 escrita i dirigida per Daniel MacIvor, i interpretada per James Allodi, Paul Gross, Sandra Oh, Rebecca Jenkins i Ellen Page. És un drama còmic que tracta temes tan dispars com la corrupció, la infidelitat, l'amor adolescent, la homosexualitat, el suïcidi, i la falta de comunicació. Narra un dia en el petit poble de Wilby, i se centra en els canvis que es produeixen en la vida de diversos habitants quan el desenvolupament arriba a l'illa i amenaça de canviar el món que els envolta.

## Argument
La petita ciutat de Willby, en una illa de les províncies marítimes del Canadà, es prepara per a la seva fira anual, alhora que un escàndol relacionat amb la homosexualitat i les drogues amenaça els seus fonaments: el diari local està a punt de publicar detalls i noms d'homes enxampats durant una incursió policial a Wilby Watch, una gran àrea poc desenvolupada a l'illa, avergonyint els seus protagonistes i canviant les seves vides per sempre.
Enmig d'això, els habitants de Wilby intenten mantenir els seus negocis com de costum. L'agent immobiliària Carol French (Sandra Oh) tracta de vendre a l'alcalde la casa de la seva sogra difunta, mentre supervisa el festival "Wonderful Wilby", intentant assolir les seves ambicions socials, mentre intenta evitar dolorosament els esforços del seu marit per parlar del seu matrimoni. El seu marit, l'oficial de la policia Buddy (Paul Gross), que investiga els rumors de sexe homosexual i drogues al Watch amb el seu company Stan (Daniel MacIvor), es desconcentra per la seva intrigant història amorosa amb l'antiga companya de classe de secundària Sandra Anderson (Rebecca Jenkins). Sandra acaba de tornar a l'illa i ha reobert una cafeteria, però la seva mala reputació de dona promiscua és un fet dolorós a la seva vida. La seva filla adolescent, Emily (Ellen Page), observa amb ressentiment el que fa la seva mare; ella espera viure una seriosa història d'amor, diferent de la de la seva mare, però el seu xicot, Taylor (Caleb Langille), potser tingui intencions més bàsiques. Després que la seva dona l'hagi deixat arran de l'escàndol gai pendent de publicar, Dan Jarvis (James Allodi), el nou i depressiu propietari de la botiga de vídeo, continua intentant suïcidar-se, i Duck MacDonald (Callum Keith Rennie), el manetes de la ciutat, continua interrompent els seus intents. Duck, aparentment l'únic que reconeix (en silenci) els drames de tothom, es manté estoic davant l'agitació, mentre que busca constantment la companyia de Dan. I l'alcalde corrupte de la ciutat (Maury Chaykin) pot estar exagerant l'escàndol per tal d'aconseguir un acord per convertir el Watch en un camp de golf.
L'escàndol obligarà els personatges a reavaluar les seves vides i aconseguir assumir els seus propis secrets i mentides.

## Repartiment

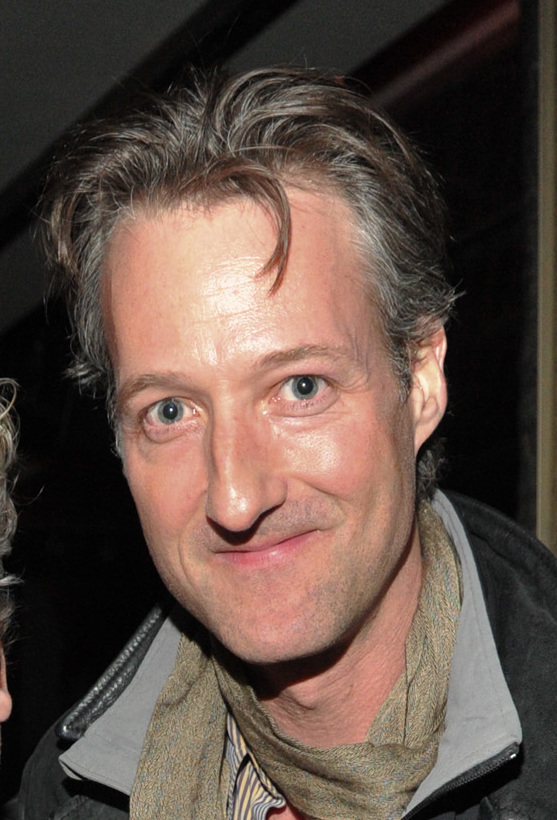
James Allodi (Dan Jarvis)
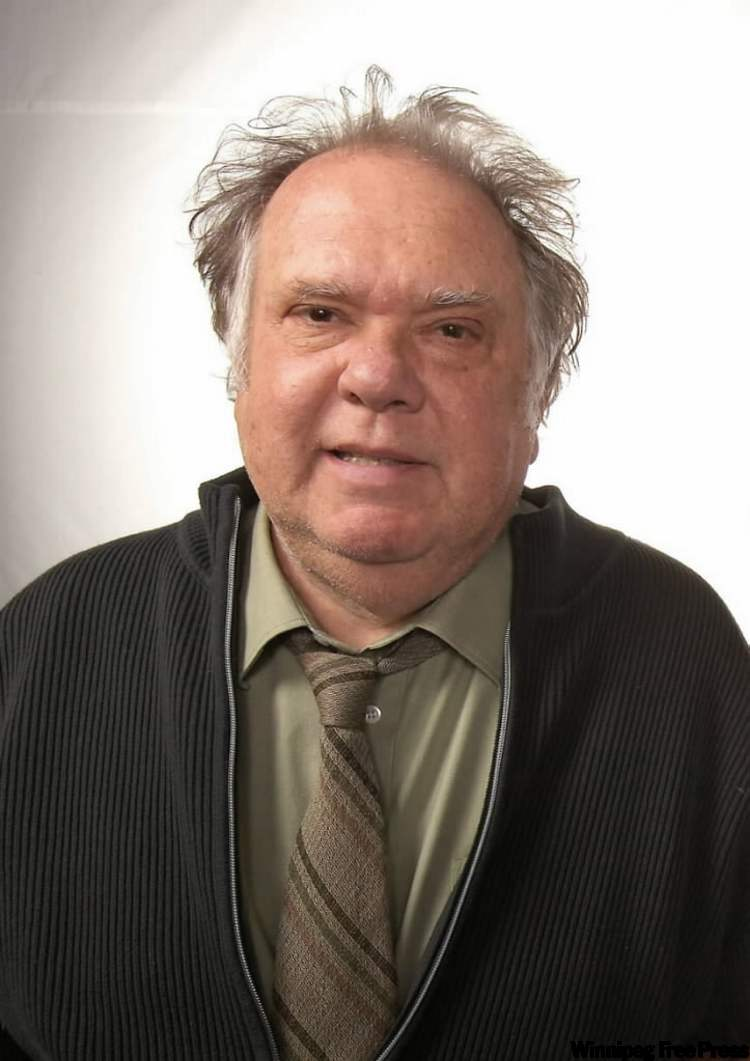
Maury Chaykin (alcalde Brent Fisher)
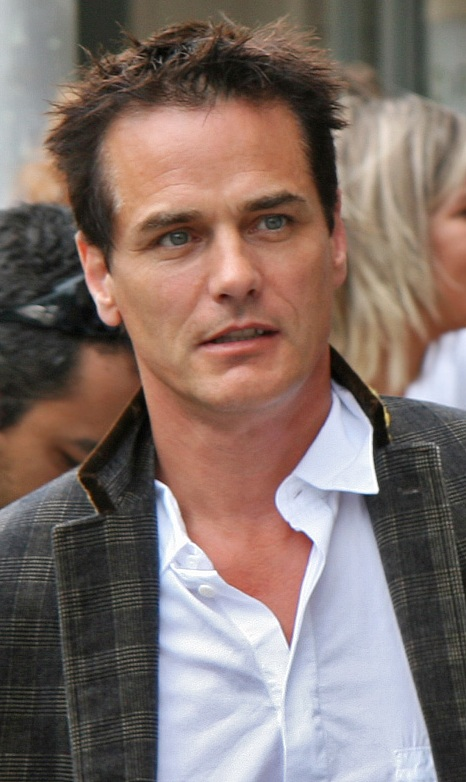
Paul Gross (Buddy French)
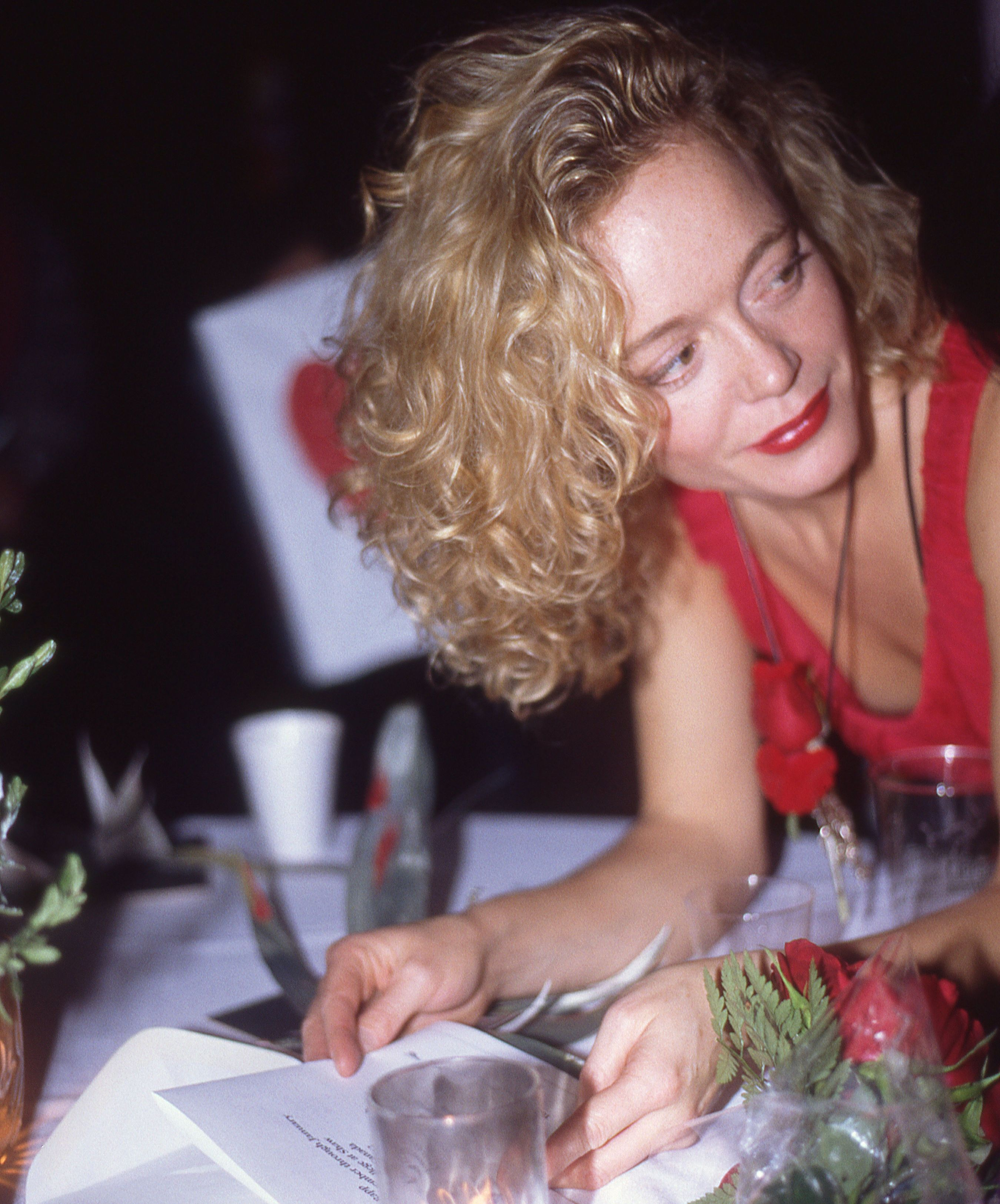
Rebecca Jenkins (Sandra Anderson)
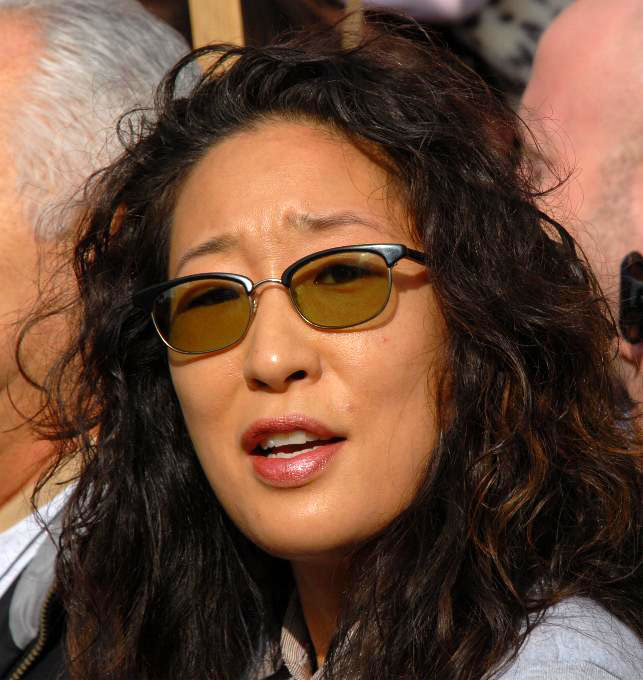
Sandra Oh (Carol French)
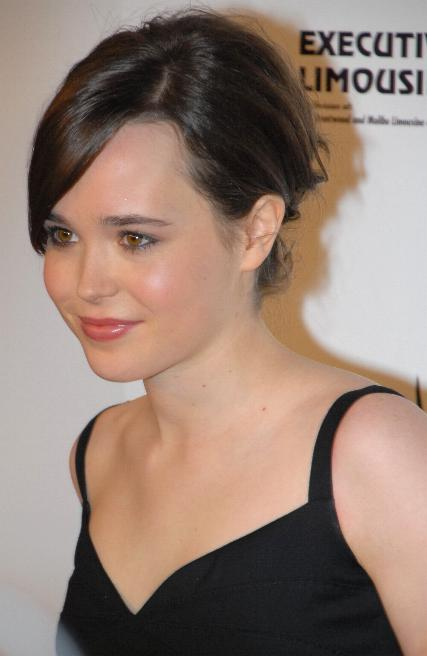
Ellen Page (Emily Anderson)
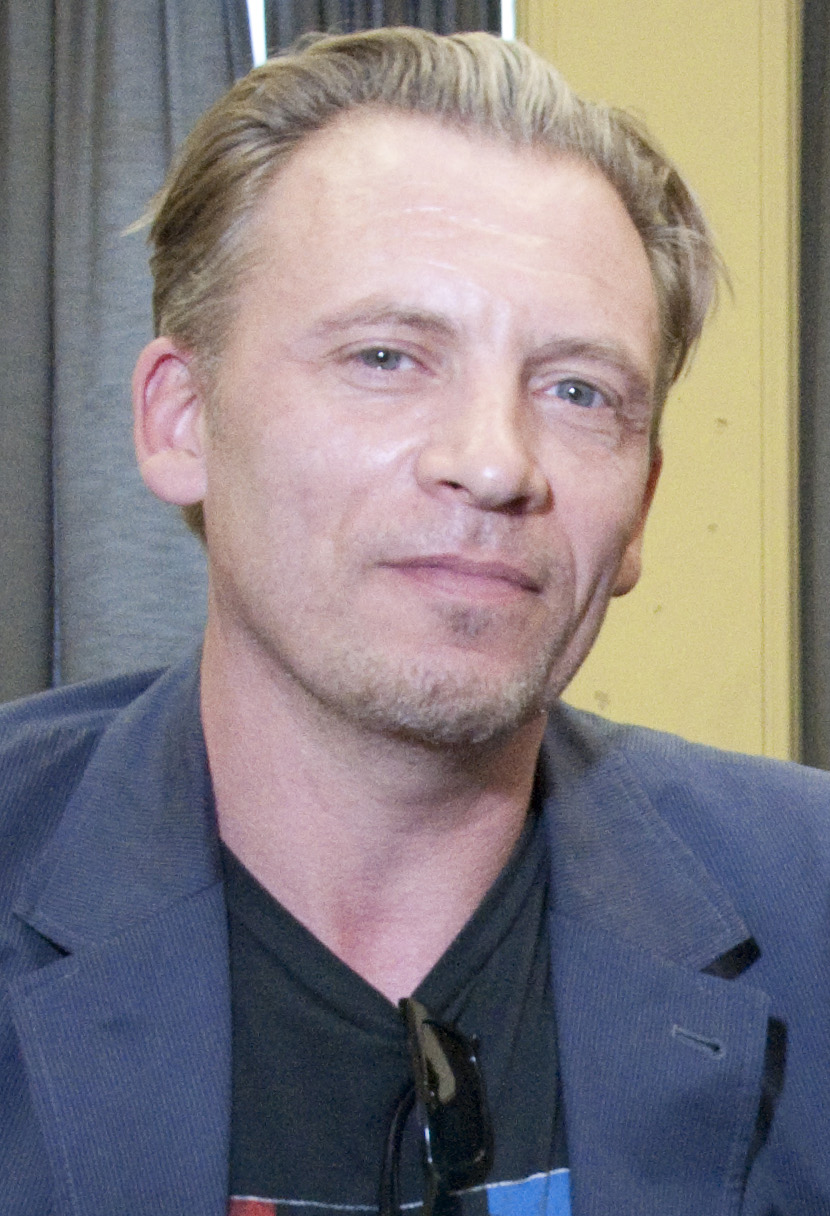
Callum Keith Rennie (Duck MacDonald)
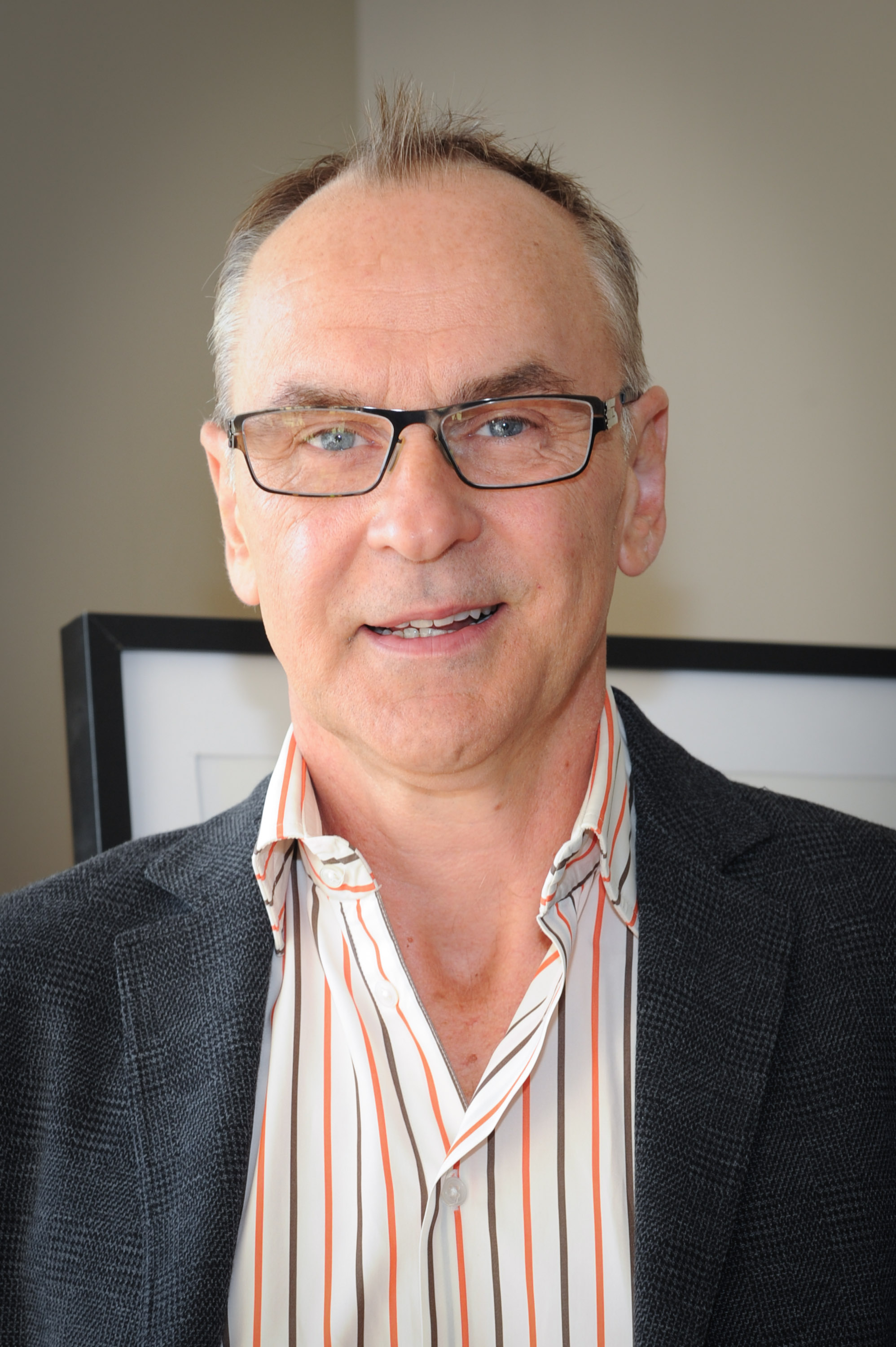
Daniel MacIvor (Stan Lastman)

## Banda sonora
La banda sonora de la pel·lícula va ser produïda per Michael Timmins, dels Cowboy Junkies, i conté els següents temes:

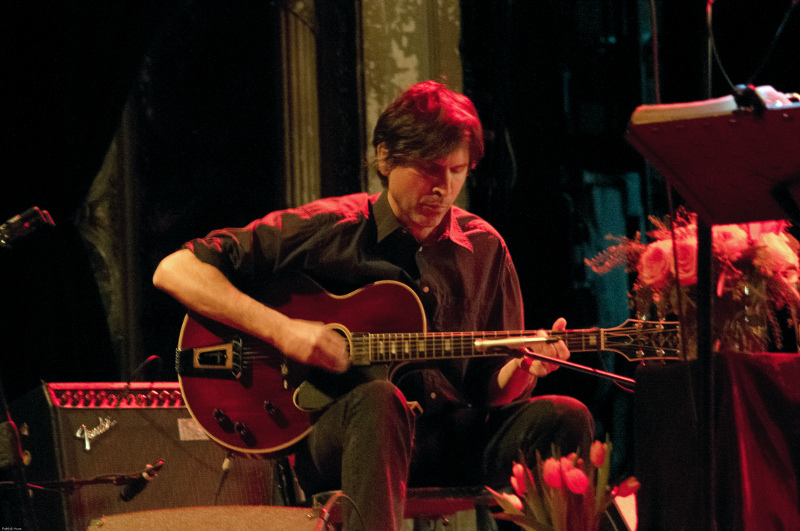
Michael Timmins, dels Cowboy Junkies, responsable de la música de la pel·lícula.

1. "Give Me The Chance To Fall", interpretada per Gentleman Reg
2. "Statement", interpretada per Gentleman Reg
3. "All About You", interpretada per Young Ideas
4. "What Went Wrong", interpretada per Scott B. Sympathy
5. "Save Me Too", interpretada per Scott B. Sympathy
6. "Shoelace Easy", interpretada per Stratochief
7. "Strangest Dream", interpretada per Kate Maki
8. "Whaterver Will Be", interpretada per Fiona Highet, Andrew Scott i Patrick Pentland
9. "Something's Coming", interpretada per Rebecca Jenkins
10. "Measure Me", interpretada per Nathan
11. "A Lighthearted Lovesong", interpretada per The Pets
12. "Find Another Fool", interpretada per The Swiftys
13. "Piano Sonata No.17 in D Major", de Ludwig van Beethoven; interpretada per Ethella Chuprik
14. "Op.31, No.2 'Tempest'", de Ludwig van Beethoven; interpretada per Ethella Chuprik

## Producció
El títol prové d'una pancarta feta per a promocionar Wilby, la qual, a causa de la dislèxia del pintor, en comptes de dir "Wonderful Wilby" hi diu "Wilby Wonderful" i que, al seu torn, coincideix fonèticament en anglès amb we'll be wonderful ("serem meravellós").
El rodatge va tenir lloc a Shelburne (Nova Escòcia), entre el 21 de juliol i el 24 d'agost de 2003, i a Picton (Ontario), i la pel·lícula es va estrenar al Festival Internacional de Cinema de Toronto el setembre de 2004.

## Rebuda

### Guardons
Ellen Page va guanyar el premi Atlantic Canadian al Festival de Cinema Atlantic a la millor interpretació d'una actriu, i Rebecca Jenkins va guanyar el premi del Cercle de Crítics de Cinema de Vancouver a la millor actriu secundària en una pel·lícula canadenca.
La pel·lícula va estar nomiada el 2005 a dos Genie Awards: "Something's Coming", de Rebecca Jenkins, a la millor cançó original i Ellen Page a la millor actriu secundària.
Wilby Wonderful també va formar part de la secció oficial als festivals de cinema de Vancouver (Canadà) i Palm Springs (Califòrnia), i dels de cinema LGTB de Londres i de Nova York.

### Crítica
Dennis Harvey, de Variety, diu que el director crea un escenari que "rarament sorprèn, però és simpàtic, malgrat algunes escenificacions planes i pobres cançons de banda sonora. El paquet és pulcre, tot i que li manca estil o ambient distintiu".
Sergi Sánchez, de Fotogramas, va declarar que, tot i que les interpretacions dels actors eren estupendes i les intencions bones, la pel·lícula "no intentava anar més enllà dels límits tipogràfics de la seva pròpia discreció", tot i que la recomanava als aficionats al cinema independent. Puntuació: ★★ (sobre 5). En canvi, Javier Estrada, d'El Mundo, troba que Daniel MacIvor mou amb molta destresa els fils d'una pel·lícula "plena d'intel·ligència i mala llet", i destaca l'actriu Sandra Oh en el repertiment coral. També van lloar la feina del repartiment, molt convincent i natural, a Decine21, destacant-ne Rebecca Jenkins i Ellen Page. En aquest diari digital de cinema i sèries van trobar que era una comèdia interessant d'aire "indie" que abordava de forma distesa però no superficial temes com l'homosexualitat, l'adulteri o les inseguretats de l'adolescència.
Karen Arcot, de The Strand, comenta que el fet que Wilby Wonderful segueixi diverses trames sense cap protagonisme és "refrescant i entretingut", i troba la pel·lícula "desbordant de potencial". També titlla el director de "mestre de l'humor negre" i afirma que els actors i actrius són extraordinaris i que encaixen en els papers respectius. Ressalta les excepcionals actuacions de James Allodi, Paul Gross i Rebecca Jenkins, amb Ellen Page per davant de tots, de qui diu que "la seva actuació com a adolescent amb problemes és massa bona per ser veritat". Tot i així, critica que la pel·lícula avança lentament i que "sembla més una sitcom o un telefilm que no pas un llargmetratge".